# Fertile (Minnesota)
Fertile es una ciudad ubicada en el condado de Polk en el estado estadounidense de Minnesota. En el Censo de 2010 tenía una población de 842 habitantes y una densidad poblacional de 152,56 personas por km².

## Geografía
Fertile se encuentra ubicada en las coordenadas 47°31′54″N 96°16′58″O / 47.53167, -96.28278. Según la Oficina del Censo de los Estados Unidos, Fertile tiene una superficie total de 5.52 km², de la cual 5.52 km² corresponden a tierra firme y (0%) 0 km² es agua.

## Demografía
Según el censo de 2010, había 842 personas residiendo en Fertile. La densidad de población era de 152,56 hab./km². De los 842 habitantes, Fertile estaba compuesto por el 97.15% blancos, el 0.36% eran afroamericanos, el 0.48% eran amerindios, el 0.36% eran asiáticos, el 0% eran isleños del Pacífico, el 0.36% eran de otras razas y el 1.31% pertenecían a dos o más razas. Del total de la población el 1.31% eran hispanos o latinos de cualquier raza.